# Renata Nielsen
Renata Nielsen z domu Pytelewska (ur. 18 maja 1966 w Otwocku) – polska, a następnie duńska lekkoatletka, medalistka mistrzostw świata i halowa mistrzyni Europy, dwukrotna olimpijka.

## Kariera
Specjalizowała się w skoku w dal, choć startowała także w trójskoku i biegach sprinterskich. Do 1990 startowała w Polsce. Była mistrzynią Polski w skoku w dal w 1990.
Następnie występowała w barwach Danii (wyszła za mąż za trenera Larsa Nielsena). Zajęła 11. miejsce w skoku w dal na Mistrzostwach Europy w 1990 w Splicie oraz 10. miejsce w tej konkurencji na halowych mistrzostwach świata w 1991 w Sewilli. Odpadła w kwalifikacjach na mistrzostwach świata w 1991 w Tokio. Na halowych mistrzostwach Europy w 1992 w Genui zajęła 10. miejsce, na igrzyskach olimpijskich w 1992 w Barcelonie – 11. miejsce, a na halowych mistrzostwach świata w 1993 w Toronto – 9. miejsce.
Zdobyła brązowy medal w skoku w dal na Mistrzostwach Świata w 1993 w Stuttgarcie, przegrywając jedynie z Heike Drechslerz  Niemiec i Łarysą Bereżną z Ukrainy. Zajęła 11. miejsce na halowych mistrzostwach Europy w 1994 w Paryżu, 4. miejsce na Mistrzostwach Europy w 1994 w Helsinkach, 5. miejsce na halowych mistrzostwach świata w 1995 w Barcelonie oraz odpadła w kwalifikacjach na mistrzostwach świata w 1995 w Göteborgu.
Zwyciężyła na halowych mistrzostwach Europy w 1996 w Sztokholmie, wyprzedzając Jelenę Sinczukową z Rosji i Claudię Gerhardt z Niemiec. Odpadła w kwalifikacjach na igrzyskach olimpijskich w 1996 w Atlancie, halowych mistrzostwach świata w 1997 w Paryżu i mistrzostwach świata w 1997 w Atenach.
Wielokrotnie zdobywała mistrzostwo Danii w skoku w dal: w 1990, 1992–1999 oraz w 2001 na otwartym stadionie oraz w 1990-1993, 1996, 1997 i 1999-2001 w hali. Była również mistrzynią w trójskoku w 2000 na otwartym stadionie i w 1999 w hali oraz w biegu na 60 metrów w hali w 1992. Ma też w swoim dorobku dwa srebrne medale w biegu na 100 metrów z 1992 i 1995.
Rekordy życiowe:
- skok w dal - 6,96 m
- trójskok - 13,71 m

Ma dwóch synów bliźniaków urodzonych w 1988.